# The Creep Tapes
 (novembre 2024).
Si vous disposez d'ouvrages ou d'articles de référence ou si vous connaissez des sites web de qualité traitant du thème abordé ici, merci de compléter l'article en donnant les références utiles à sa vérifiabilité et en les liant à la section « Notes et références ».
Creep 2
The Creep Tapes est une série télévisée américaine disponible sur les plateformes Shudder et AMC+ depuis 2024.
Elle est adaptée de la série de films Creep.

## Distribution
- Mark Duplass : Josef[2]

## Épisodes
- Mike
- Elliot
- Jeremy
- Brad
- Brandt
- Mom and (Albert)